# Pseudobunaea paratyrrhena
Pseudobunaea paratyrrhena is een vlinder uit de familie nachtpauwogen (Saturniidae). De wetenschappelijke naam van deze soort is, als Lobobunaea paratyrrhena, voor het eerst geldig gepubliceerd in 1927 door Eugène Louis Bouvier.
De soort komt voor in het Afrotropisch gebied.

## Type
- holotype: "male. XI.1912"
- instituut: RMCA, Tervuren, België
- typelocatie: "Democratic Republic of Congo, Kapiri"